# Dachser
Ne doit pas être confondu avec Daher.
Dachser est une entreprise de logistique basée à Kempten en Allemagne. Elle a été fondée en 1930, par Thomas Dachser.

## Historique
Le 30 avril 1999, le transporteur français Graveleau cède 70 % de son capital à Dachser. Société crée en 1966, Graveleau a généré en 1998 un chiffre d'affaires de 230 millions d'euros. L’acquisition du groupe français offre en plus de l’intégration de la France, celle du Portugal, de la Pologne, de la Roumanie et de l’Afrique du Nord (Algérie et Tunisie), et renforce, par ailleurs, la présence en Hongrie, Grande-Bretagne et Belgique. En 2009, l'entreprise détenue depuis à 100 % par le groupe Dachser, passe aux couleurs du groupe allemand et change de raison sociale pour devenir Dachser Intelligent Logistics. L'opération, sur l’ensemble du périmètre Graveleau soit 68 sites en Europe et Afrique du Nord s’apparente au point final de l’intégration entamée dix ans plus tôt. De 2010 à 2015, les 2400 véhicules passent progressivement aux nouvelles couleurs.
En janvier 2003, Dachser prend le contrôle majoritaire (80 %) d'Euronet, filiale messagerie de son partenaire autrichien Schachinger. Grâce à cette acquisition, le groupe va pouvoir compléter ses deux implantations actuelles en Autriche par cinq nouvelles agences dans ce pays. En 2002, Euronet comptait 250 salariés et a réalisé un chiffre d'affaires de 75 millions d'euros.
Le 17 mars 2005, Dachser rachète le groupe Haugstedt opérateur de transport disposant de 11 implantations au Danemark, en Suède et en Norvège avec un effectif de 238 personnes.
En mai 2010, Dachser étend son réseau au Royaume-Uni en faisant l'acquisition de J.A. Leach Transport Limited une société de transport et de distribution basée à Rochdale dans le Greater Manchester dans le nord-ouest du pays. Dachser qui disposait déjà de deux sites à Northampton et Dartford disposera désormais de trois implantations.
Le 12 décembre 2012, Dachser annonce l'acquisition du logisticien espagnol Azkar S.A. son partenaire historique dans le pays. Azkar possède plus de 500 000 mètres carrés d’entrepôts logistiques et une flotte de 2650 véhicules. L’entreprise emploie plus de 3000 personnes sur ses 91 sites.
Le 17 janvier 2013, Dachser acquiert l'entreprise espagnole de transport de fret aérien et maritime Transunion S.A. et ses 235 collaborateurs. Outre neuf bureaux en Espagne, l’entreprise est implantée aussi en Turquie, en Argentine, au Pérou et au Mexique. Cette entreprise, fondée en 1978, a réalisé un chiffre d’affaires de 95 millions d’euros pour l’exercice 2012.
Le 24 avril 2017, Dachser annonce l'acquisition de 80 % du capital de son partenaire irlandais Johnston Logistics Ltd qui dispose de sites à Rathcoole près de Dublin, ainsi qu’à Cork et Limerick. Employant 150 personnes, elle dispose d’un parc de 40 000 m² comprenant des entrepôts, des surfaces de production et des bureaux. En 2016, son chiffre d’affaires s’élevait à 24 millions d’euros. 